# Geoparc

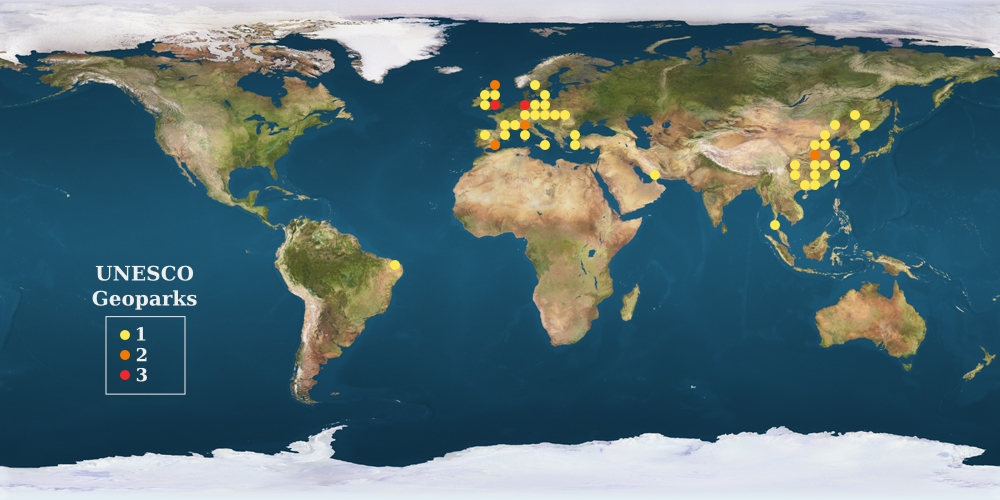
Ubicació dels geoparcs inclosos en la xarxa de geoparcs de la UNESCO (Global Geoparks Network—GGN)

Un geoparc és un espai unificat amb un patrimoni geològic d'importància internacional, on s'implementen estratègies de promoció i desenvolupament sostenible innovadores, inclusives, integrades i respectuoses amb la identitat del territori. Molts geoparcs promouen el coneixement de temes fonamentals de riscos geològics, incloent-hi volcans, terratrèmols i tsunamis i preparen estratègies de mitigació de desastres entre les comunitats locals; és a dir, estableixen l'enllaç entre el patrimoni geològic i la resta del patrimoni natural i cultural del territori determinant clarament la idea de la geodiversitat com a base de tots els ecosistemes i de la interacció humana amb el paisatge al llarg de la història. És una àrea viva, on la comunitat que hi habita i la ciència col·laboren en una sinergia de benefici mutu, especialment mitjançant el geoturisme o turisme ecològic. Un dels geoparcs més coneguts és el Parc Nacional del Gran Canyó. A Europa, uns exemples d'aquest tipus són el Paradís de Bohèmia, a la República Txeca i el Parc Natural del Cap de Gata, a la província d'Almeria.

## Origen
L'any 1999, es va proposar per primera vegada davant la UNESCO la creació d'un programa de geoparcs i es va definir un geoparc com:
Una àrea definida que presenta trets geològics d'especial rellevància, raresa o bellesa. Aquests trets han de ser representatius de la història geològica d'una zona particular i dels esdeveniments i processos que la van formar.
Tanmateix, l'any 2001, en la 161a sessió del Comitè Executiu de la UNESCO es va decidir "no perseguir el desenvolupament d'un programa de geoparcs de la UNESCO, sinó donar suport als esforços ad hoc amb els estats membres individuals".
Per tant, és a partir de juny de l'any 2000, quan es crea la Xarxa Europea de Geoparcs per a 4 espais naturals:
- Reserva geològica de l'Alta Provença, França
- Museu d'Història Natural del Bosc Petrificat de Lesbos, Grècia
- Geoparc Vulkaneifel, Alemanya
- Parc Cultural del Maestrat, estat espanyol

El 20 d'abril de l'any 2001 es va signar a Almeria el conveni de cooperació entre la Xarxa de Geoparcs Europeus i la Divisió de Ciències de la Terra de la UNESCO, pel qual la UNESCO va concedir el seu suport a la Xarxa Europea.
El febrer de 2004, en una reunió d'experts internacionals en conservació i promoció del patrimoni geològic a les oficines de la UNESCO de París, es va crear la Xarxa Global de Geoparcs i, a més, es va acordar que la Xarxa de Geoparcs Europeus passés a ser l'òrgan que regula l'ingrés a la Xarxa Global de Geoparcs.